# Eduardo Ignacio Brown y Chitty
Eduardo Ignacio Brown y Chitty (mayo de 1816-31 de diciembre de 1854) fue un marino argentino, hijo del almirante Guillermo Brown, que tuvo una destacada actuación en la llamada Guerra Grande y en la lucha contra la intervención anglo francesa en el Río de la Plata.

## Biografía
Eduardo Ignacio Brown y Chitty nació en la ciudad de Buenos Aires en mayo de 1816, hijo de Guillermo Brown y de Isabel Chitty. En viaje con su madre y hermana Martina a Inglaterra, el buque naufragó pero salvaron sus vidas.
Estaba con su hermana mayor Elisa Brown cuando esta se ahogó en los Pozos de Balizas Interiores del Río de la Plata, el 27 de diciembre de 1827.
Siguió la carrera de marino. En 1840 ingresó a la Armada Argentina. Ese año, al concretarse la paz con los franceses, el coronel Antonio Toll y Bernadet propuso al gobierno de Juan Manuel de Rosas que Brown fuese nombrado teniente de marina, lo que fue acordado, recibiendo el mando del bergantín goleta Vigilante.
En 1841 fue puesto al mando del bergantín Republicano, participando el 16 de diciembre en las operaciones que condujeron a la captura del bergantín riverista Cagancha frente al Banco Inglés.
Propuesto por su padre, fue designado para reemplazar al sargento mayor Guillermo Bathurst al mando de la goleta 9 de Julio.
Poco después, cumpliendo órdenes del almirante, interceptó una balandra que había salido de Montevideo transportando armas a Colonia del Sacramento. Brown acudió con su buque insignia en su apoyo, encontrando que había efectuado su misión sin novedad alguna y continuaba con sus habituales tareas de vigilancia del bloqueo.

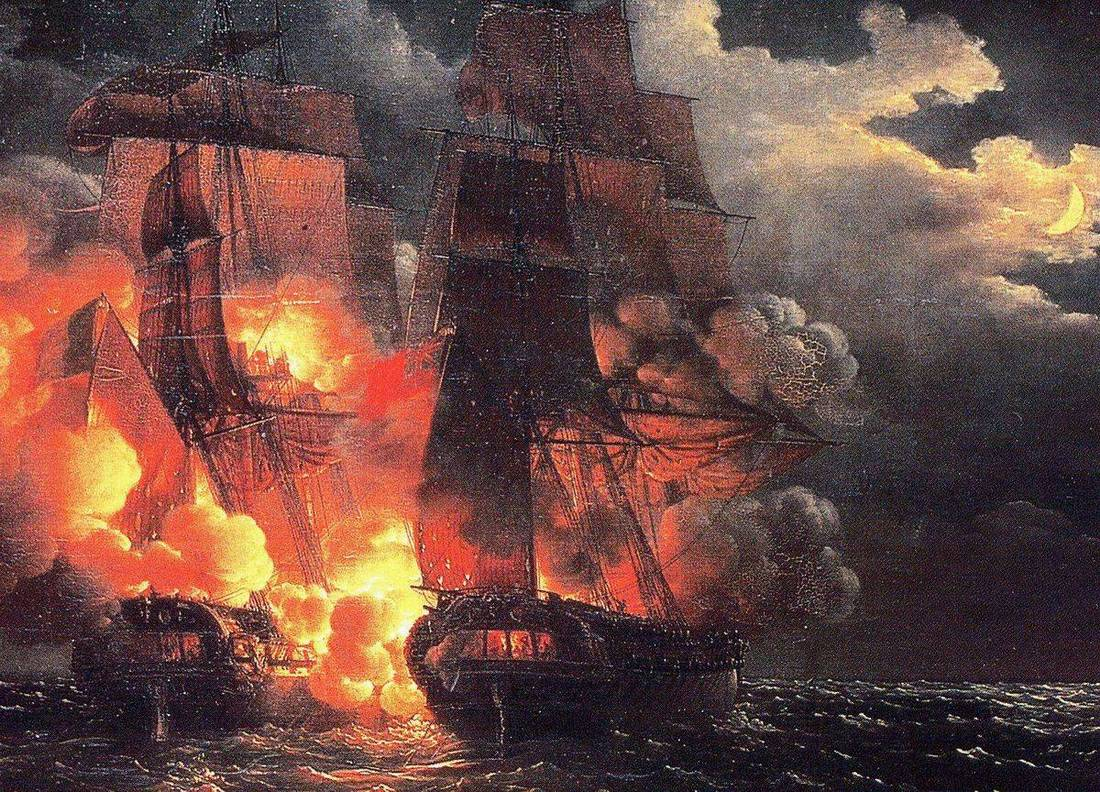
La Aréthuse, en combate con el HMS Amelia (1813).

Participó del Combate de Costa Brava. El 13 de enero de 1843 protagonizó un grave incidente con la fragata francesa de 46 cañones Aréthuse. Al mando de la 9 de Julio perseguía dos lanchas corsarias riveristas cuando una de ellas se refugió en una caleta, al costado de la Aréthuse.
La lancha, una ballenera, estaba al mando de un oficial francés, quien izó su pabellón hasta que atracó el bote de la 9 de Julio enviado a abordarlo. La llegada de las lanchas del Belgrano, mandada por el teniente Álvaro José de Alzogaray, y del San Martín, dieron fin a toda resistencia y los comandantes junto al almirante Brown recibieron a bordo de la 9 de Julio las explicaciones del oficial francés, con lo cual, después de una gran discusión, la reunión terminó amigablemente.
Sin embargo, el comandante de la Aréthuse reclamó por la captura e inició maniobras que pusieron en alerta a los buques de la escuadra, dando lugar a una nueva disputa que, tras desplantes y agresiones francesas, finalizó con la intervención personal de Guillermo Brown y del comandante del HMS Phanton, resolviéndose el arresto del oficial corsario francés, la devolución de su presa y la remisión de la 9 de Julio a Buenos Aires para ser juzgado su comandante, Eduardo Brown. Allí, fue sancionado con un año de suspensión y prisión, que Rosas dispuso que cumpliera en casa de su padre.
Rápidamente exculpado de toda culpa, el 2 de noviembre retomó el comando de la 9 de Julio, reemplazando al capitán Juan Fitton y mantuvo el puesto hasta el 5 de enero de 1844, cuando fue reemplazado por Álvaro José de Alzogaray. En febrero del año siguiente reemplazó nuevamente a Alzogaray, quien debía responder por acusaciones de crueldad al bombardear y ocupar Maldonado. Operó cuatro meses sobre la costa uruguaya, efectivizando el bloqueo. En septiembre tuvo un nuevo incidente con el USS Congress y un enfrentamiento sin definición con naves de guerra orientales. En octubre cedió el mando y pasó a la Chacabuco, que se encontraba carenada en el puerto de la Ensenada de Barragán.
En la batalla de la Vuelta de Obligado, el 20 de noviembre de 1845, estuvo al frente de la batería General Brown, teniendo durante el combate con las fuerzas anglo francesas un comportamiento distinguido.
Durante el sitio de Buenos Aires de 1853 combatió a las órdenes del teniente coronel Nicasio Biedma "con valor y patriotismo", según el parte.
Falleció en la quinta de Barracas el 31 de diciembre de 1854, a los 38 años, antes que su padre.
Se había casado el 27 de febrero de 1847 con Margarita Ana Fitton y Brown, hija de John O'Connor Fitton y de Mary Anne Brown.